# S. J. Rozan
Pour les articles homonymes, voir Rozan (homonymie).
Shira Judith Rozan, née en 1950 dans le Bronx à New York, est une écrivaine américaine, auteur de roman policier. Elle est principalement connue pour sa série de romans consacrés au duo d'enquêteurs Lydia Chin et Bill Smith avec laquelle elle a remporté de nombreux prix littéraires aux États-Unis. Elle utilise également le pseudonyme de Sam Cabot pour co-signé des thrillers avec Carlos Dews (en).

## Biographie
Elle étudie et obtient un diplôme du Oberlin College avant d'entrer à l'université de Buffalo où elle décroche une maîtrise en architecture. Pendant ses études, elle exerce divers petits métiers : concierge, peintre en bâtiment, libraire... Quand elle devient ensuite architecte, elle travaille pour une firme new-yorkaise avant de délaisser cette profession pour se consacrer à l'écriture.
Sa série policière d'une dizaine de titres et plusieurs nouvelles consacrés aux enquêtes de Lydia Chin et Bill Smith a la particularité de faire alterner le point de vue de ses héros. Elle remporte le prix Shamus pour Concourse en 1996 et pour Reflecting in the Sky en 2002, le prix Anthony pour No Colder place en 1998, le prix Macavity et le prix Edgar-Allan-Poe du meilleur roman en 2003 pour Winter and Night, la huitième aventure de son duo. En France, seul la neuvième aventure a été traduite.
Elle a également co-écrit une série de thrillers paranormaux sous le pseudonyme de Sam Cabot avec Carlos Dews (en).

## Œuvre

### Romans

#### SérieLydia Chin et Bill Smith
- China Trade (1994)
- Concourse (1995)
- Mandarin Plaid (1996)
- No Colder Place (1997)
- A Bitter Feast (1998)
- Stone Quarry (1999)
- Reflecting the Sky (2001)
- Winter and Night (2002)
- The Shanghai Moon (2009) Publié en français sous le titre Shanghai Moon, traduit par Françoise Smith, Paris, Le Cherche midi, 2010, 489 p.  (ISBN 978-2-7491-1573-3)
- On the Line (2010)
- Ghost Hero (2011)
- Paper Son (2019)
- The Art of Violence (2020)
- Family Business (2021)
- The Mayors of New York (2023)

#### SérieJudge Dee Ren Jie et shy academic Lao She
Coécrit avec John Shen Yen Nee
- The Murder of Mr. Ma (2024)
- The Railway Conspiracy (2025)

#### Autres romans
- Absent Friends (2004)
- In This Rain (2006)
- Chapter 4 (2008), en collaboration

### Recueils de nouvelles
- A Tale About a Tiger and Other Mysterious Events (2009)
- Building and Other Stories (2011)

### Nouvelles
- Heartbreak (1990)
- Once Burned (1991)
- Prosperity Restaurant (1991)
- Hot Numbers (1992)
- Body English (1992)
- Film at Eleven (1994)
- Birds of Paradise (1994)
- Hoops (1996)
- Subway (1997)
- Cooking the Hounds (1998)
- A Tale about a Tiger (1999)
- Hunting for Doyle (1999)
- Childhood (2000)
- Marking the Boat (2000)
- Motormouth (2001)
- Double-Crossing Delancey (2001)
- Going Home (2002)
- The Last Kiss (2005)
- Passline (2005)
- Shots (2006)
- Building (2006)
- The Next Nice Day (2006)
- Sunset (2006)
- Hothouse (2007)
- Undocumented (2007)
- Seeing the Moon (2009)
- Silverfish 2009
- Night Court (2009)
- Cold, Hard Facts (2009)
- I Seen That (2009)
- Daybreak (2010)
- Chin Yong-Yun Takes a Case (2010)
- The Grift of the Magi (2010), en collaboration avec Otto Penzler
- Iterations (2011)
- The Path (2011)
- The Men with the Twisted Lips (2011)
- New Day Newark (2011)
- Occupy This! (2012)
- Hero (2012)
- Lighthouse (2012)
- Escape Velocity (2012)
- Golden Chance (2013)
- Falconer (2013)
- Kena Sai (2014)
- Chin Yong-Yun Helps a Fool (2018)

### Poésie
- 211 Haiku (2012)

### Essai
- The Private Eye: An American Hero (2009)

## Sous le pseudonyme de Sam Cabot

### Romans
- Blood of the Lamb: A Novel of Secrets (2013)
- Skin of the Wolf: A Novel (2014)

## Prix et nominations

### Prix
- Prix Shamus 1996 du meilleur roman pour Concourse[1].
- Prix Anthony 1998 du meilleur roman pour No Colder Place[2].
- Prix Shamus 2002 du meilleur roman pour Reflecting in the Sky[1].
- Prix Edgar-Allan-Poe 2002 de la meilleure nouvelle pour Double-Crossing Delancy[3]
- Prix Macavity 2003 du meilleur roman pour Winter and Night[4].
- Prix Edgar-Allan-Poe 2003 du meilleur roman pour Winter and Night[3].
- Prix Nero 2003 du meilleur roman pour Winter and Night.
- Prix Dilys 2012 pour Ghost Hero[5]
- Prix Shamus 2019 de la meilleure nouvelle pour Chin Yong-Yun Helps a Fool[1].
- Prix Shamus 2022 du meilleur roman pour Family Business[1].

### Nominations
- Prix Barry 1998 du meilleur roman pour No Colder Place[6].
- Prix Shamus 1998 du meilleur roman pour No Colder Place[1].
- Prix Shamus 2000 du meilleur roman pour Stone Quarry[1].
- Prix Edgar-Allan-Poe 2002 du meilleur roman pour Reflecting the Sky[3].
- Prix Anthony 2002 du meilleur roman pour Reflecting the Sky[2].
- Prix Anthony 2003 du meilleur roman pour Winter and Night[2].
- Prix Barry 2003 du meilleur roman pour Winter and Night[6].
- Prix Shamus 2003 du meilleur roman pour Winter and Night[1].
- Prix Nero 2008 pour In this Rain
- Prix Anthony 2010 du meilleur roman pour The Shanghai Moon[2].
- Prix Barry 2010 du meilleur roman pour The Shanghai Moon[6].
- Prix Dilys 2010 pour  The Shanghai Moon[5].
- Prix Macavity 2010 du meilleur roman pour  The Shanghai Moon[4].
- Prix Sue Grafton 2022 pour Family Business[3].
- Prix Anthony 2025 du meilleur roman policier historique pour The Murder of Mr. Ma[2].
- Prix Macavity 2025 du meilleur roman policier historique pour  The Murder of Mr. Ma[4].